# Vinderei
Vinderei es una comuna ubicada en el distrito de Vaslui, Rumania.

## Superficie
Posee una superficie de 75,34 kilómetros cuadrados.

## Demografía
Hasta 2021 la población era de 3706 habitantes, con una densidad de población de 49,19 habitantes por kilómetro cuadrado.